# Filippo Calendario
Filippo Calendario (* vor 1315 in Venedig; † 16. April 1355 ebenda) war ein italienischer Steinmetz, Bildhauer und Architekt.
Calendario zählt zu den bedeutendsten Architekten und Bildhauern im Venedig des 14. Jahrhunderts. Sein plastisches Werk war jedoch nur von geringem Einfluss auf die Künstler seiner Zeit und folgende Künstlergenerationen.

## Leben
Calendario wird in den Quellen erstmals 1340 und 1341 erwähnt, als er wegen Vertragsbruchs hohe Geldstrafen zahlen musste. Er war Besitzer von Frachtschiffen, mit denen er aus Istrien Steine importierte, die unter anderem zum Bau der Lidomole verwendet wurden. Um 1350 wohnte er in San Servolo. Dort wurde er als Teilnehmer an der Verschwörung Marin Faliers festgenommen und am 16. April 1355 zusammen mit 10 Mitverschwörern vor dem Dogenpalast aufgehängt. Sein Sohn Nicoletto Calendario wurde wegen Hochverrats verurteilt und starb im Gefängnis.

## Werk

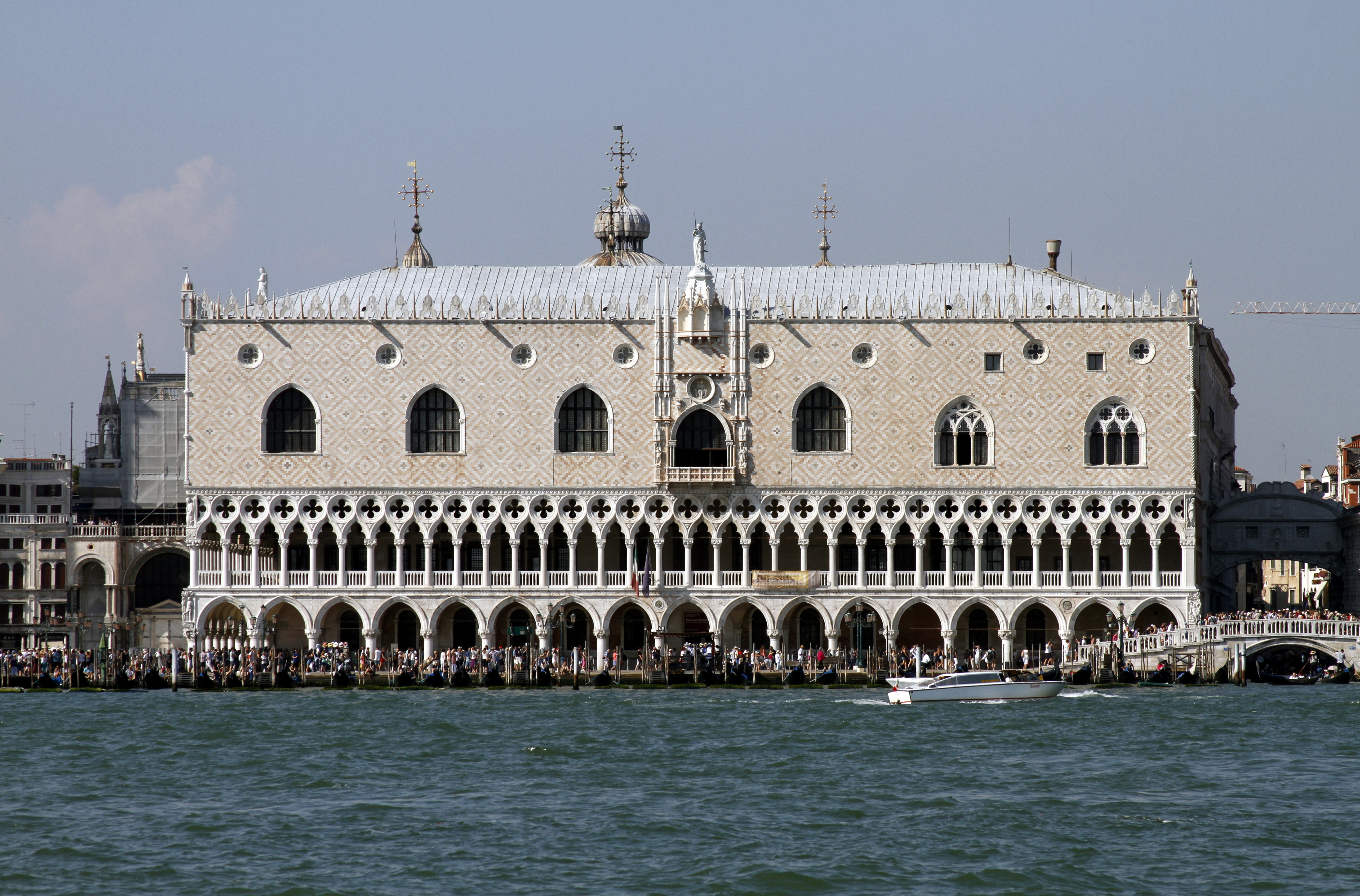
Dogenpalast, Westfassade zum Molo; Balkonfenster von 1579

Calendario war als Architekt und Bildhauer maßgeblich an der Neuerrichtung der Süd- und der Westfassade des Dogenpalastes beteiligt, die am 28. Dezember 1340 im Großen Rat der Stadt beschlossen worden war. Auf Calendario gehen das Arkaden- und das Loggiageschoss zurück, einschließlich des für einen italienischen Herrschaftspalast außerordentlichen Reichtums an Skulpturen. Ebenfalls von Calendario stammt das gotische Maßwerk, das spätere Architekten venezianischer Palastbauten bis ins 15. Jahrhundert inspirierte.

### Die Kapitelle am Dogenpalast
Die großen Kapitelle an den Ecken der Fassaden, deren Bilderzählung jeweils um die Ecken des Kapitells reicht, haben außer der offensichtlichen dekorativen Bedeutung auch eine wichtige Funktion für die Statik des Gebäudes und sind ein Beispiel für das enge Zusammenspiel von Architektur und Skulptur im Werk Calendarios.
Eines der großen Eckkapitelle des oberen Geschosses zeigt den Sündenfall von Adam und Eva und den Baum der Erkenntnis mit der Schlange. Die feingeschnittenen Gesichtszüge dieser Figuren tauchen in zahlreicher Wiederholung an den kleineren Kapitellen immer wieder auf. Die neuere Stilkritik und die jüngsten Ergebnisse von Forschungen über die Konstruktion des Palastes bestätigen die alten Chroniken, dass der Skulpturenschmuck im Wesentlichen zwischen 1340, dem Baubeginn, und 1355, der Hinrichtung Calendarios, entstanden ist.

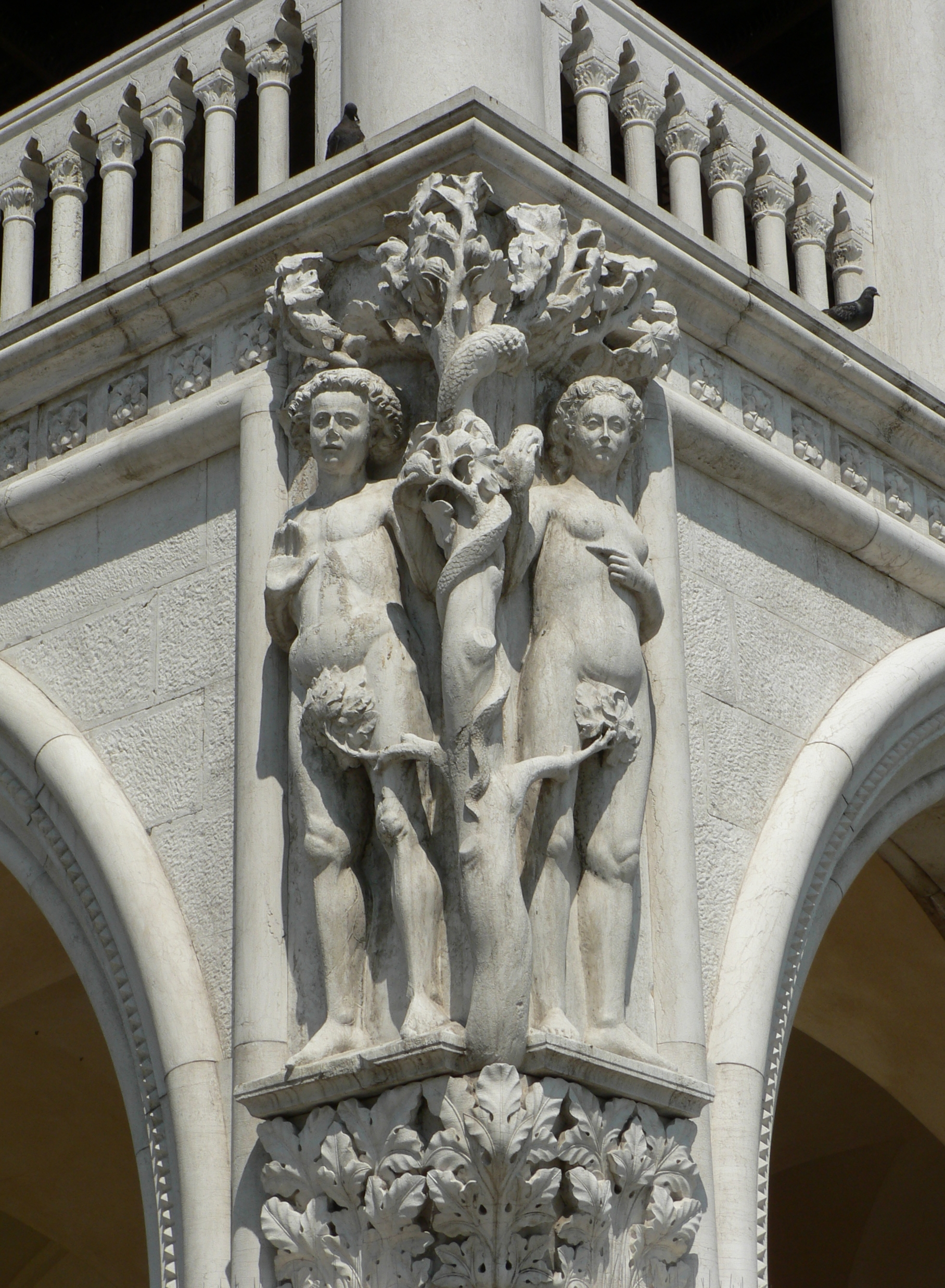
Der Sündenfall von Adam und Eva
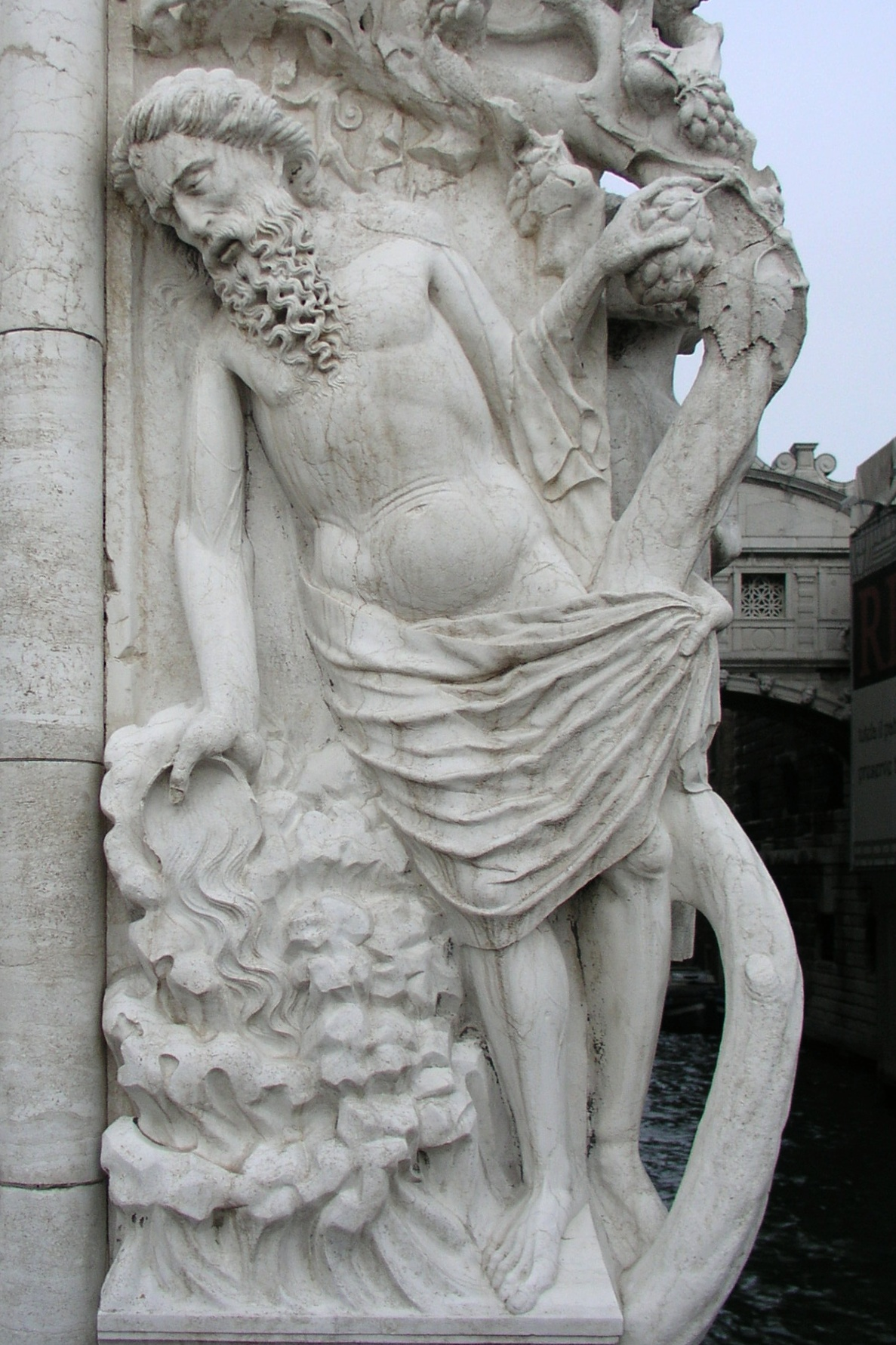
Trunkener Noah
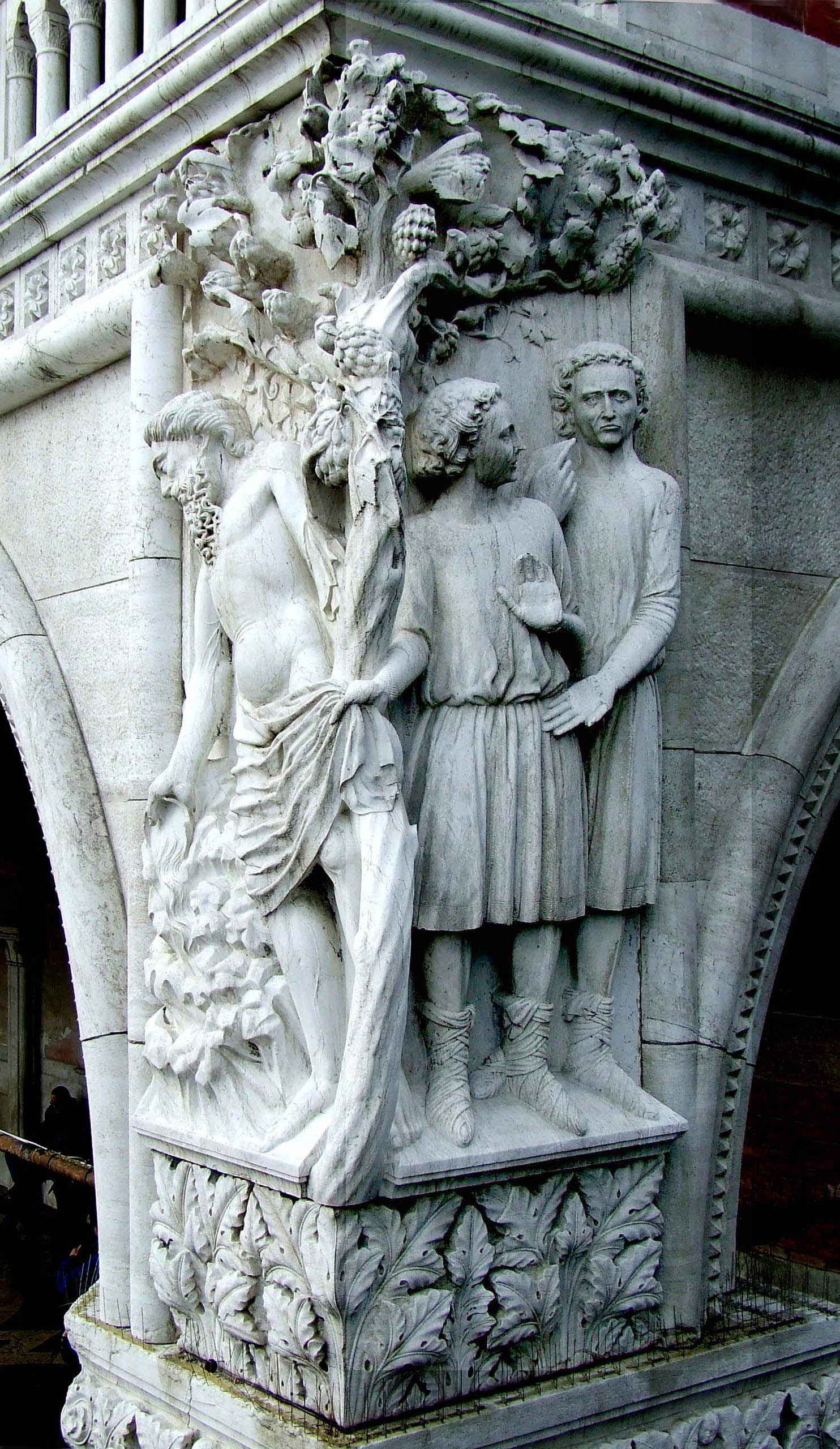
Noahs Söhne Sem und Ham

Ein weiteres bedeutendes Kapitell an der Ecke des Dogenpalastes zum Ponte della Paglia zeigt Die Trunkenheit des Noah. Noah, dargestellt als alter Mann, scheint zu torkeln, aus einer Schale verschüttet er Wein. Sein Sohn Sem bedeckt mit einem Tuch seine Blöße und hebt schützend eine Hand. Noahs anderer Sohn Ham scheint mitleidlos und macht auf die peinliche Situation noch aufmerksam.
Die Kapitelle der unteren Säulenreihe behandeln Themen und Motive, wie sie an den Außenzonen von Kathedralen und Herrschaftsgebäuden damals allgemein üblich waren, also beispielsweise Monatsdarstellungen mit den entsprechenden Arbeiten, Sternkreiszeichen, die sieben freien Künste, Szenen aus dem Alten und Neuen Testament und aus der Stadtgeschichte usw.
Von Calendario stammt auch die frühste bekannte Personifikation der Venezia in dem Tondo an der Piazzafassade.